# 아호희환니
《아호희환니》(중국어 간체자: 我好喜欢你, 병음: Wǒ hǎo xǐhuān nǐ 워하우시후안니[*], 영어: Count Your Lucky Stars 카운트 요어 러키 스타스[*])은 2020년 방영된 중화인민공화국의 드라마이다.

## 줄거리
- 어린 시절 '니케'라는 이름의 드레스를 본 후 디자이너의 꿈을 키우게 된 퉁샤오유. 졸업 후 2년째 패션 잡지사 CHIC에서 근무 중인 퉁샤오유는 행정팀에서 허드렛일을 하면서도 자신의 꿈을 이루기 위해 늘 열심이다. 퉁샤오유는 결국 꿈에 그리던 디자인팀에 입성하지만 까칠한 편집장 루싱청과 사사건건 부딪히게 된다. 그러던 어느 날, 둘의 운명을 180도 바꾸는 사고가 발생하는데...

## 등장인물
- 선웨 - 퉁샤오유 역
- 옌청쉬 - 루싱청 역
- 웨이저밍 - 루엔쯔 역
- 랄목양자 (辣目洋子) - 송루루 역
- 심요 (沈瑶) - 원시 역
- 이우양 (李雨洋) - 장옌 역
- 왕삼 (王森) - 무양 역
- 여사로 (余思潞) - 사라린 역
- 포아명 (包亞銘) - 바오 역
- 이세붕 (李世鹏) - 다리 역
- 전려 (田麗) - 청페이위 역
- 장조휘 (張兆輝) - 루러 역
- 장조휘 (張兆輝) - 루런 역
- 저우하이메이 - 예망 역